# Орлово (Петуховський округ)
Орло́во (рос. Орлово) — присілок у складі Петуховського округу Курганської області, Росія.
Населення — 14 осіб (2010, 80 у 2002).
Національний склад станом на 2002 рік:
- росіяни — 92 %